# Avance (periódico)
Avance fue un periódico español de orientación socialista, editado en Oviedo, entre 1931 y 1937 (durante la Segunda República Española) bajo el auspicio del Sindicato de los Obreros Mineros de Asturias (SOMA), integrado en la central sindical socialista UGT. 
Este título ya había sido utilizado para nombrar a su periódico por los socialistas de Tolosa (1912), de Toledo (1915) y de Guadalajara (1920)1; en Canarias también denominaron Avance al periódico del Partido Socialista Canario.
Jugó un papel importante en la insurrección asturiana de 1934 contra el gobierno radical-cedista de Alejandro Lerroux. Avance fue, en palabras de José Calvo Sotelo, "el verdadero gestor moral de la Revolución de Asturias". En diversos informes gubernamentales y militares se dijo que "su colección puede considerarse como el código fundamental de la revolución" o que "en Avance residía el alma revolucionaria y por él se inyectaba el espíritu revolucionario". Un diario madrileño afirmó: "Los veinte mil ejemplares de Avance eran otras tantas teas incendiarias junto a la dinamita humana de los mineros".

## Historia
Avance nació en noviembre de 1931 como el órgano socialista en Asturias, sucediendo como diario a La Aurora Social, el semanario fundado por los pioneros del PSOE en Asturias en 1896. Estaba respaldado financieramente por el sindicato minero de la UGT y durante el Primer bienio de la Segunda República pudo contar con el apoyo de las instituciones regionales y locales (Diputación Provincial y ayuntamientos) que estaban gobernados por la Federación Socialista Asturiana del PSOE. Durante ese tiempo su tirada fue bastante modesta: osciló entre los doce o trece mil ejemplares.
Su primer director, Antonio Ortega, fue sustituido en julio de 1933 por Javier Bueno, quien impulsó una línea editorial decididamente combativa, al producirse el viraje a la izquierda del PSOE tras las elecciones de noviembre de aquel año, y de apoyo al pacto de Alianza Obrera suscrito el 31 de marzo por la Federación Socialista Asturiana, la Unión General de Trabajadores y la Federación Regional de Asturias, León y Palencia de la CNT.
Bajo la dirección de Javier Bueno Avance se convirtió en el diario cotidiano de la clase obrera, compitiendo con El Noroeste, diario fundado a principios del siglo XX en Gijón por los "reformistas" de Melquiades Álvarez, y que era el de mayor tirada de la región. Según el historiador David Ruiz:

La presencia de Bueno significó una racionalización técnica que dotó al diario de mayor cobertura informativa, coherencia sostenida en la línea editorial y, sobre todo, progresiva identificación entre los obreros y el periódico, lograda no solo por la elevación de la cantidad y la calidad de la información, sino también por el celo profesional y la militancia personal de su director

La tirada de Avance rondaba los 23.500 ejemplares diarios, una cifra inusitada para un diario obrerista de ámbito regional. Sus virulentas críticas a la acción gubernamental le acarrearon no pocos problemas legales: solo en el primer semestre de 1934 sufrió 32 secuestros de la edición y dos cuantiosas multas. Los talleres fueron tomados por la Guardia de Asalto y registrados por la Guardia Civil, Javier Bueno fue encarcelado en tres ocasiones, los vendedores callejeros del periódico fueron perseguidos y multados... A raíz de estos hechos, se organizaron varias campañas de solidaridad, entre las que cabe destacar una lista de adhesión, con el objeto de hacer frente a las multas, que llegó a recaudar la considerable suma de 6.050 pesetas.
La multa más cuantiosa (15.000 pesetas) le fue impuesta al número del 26 de junio de 1934 al titular la información sobre la sentencia del Tribunal de Garantías Constitucionales contra la Ley de Contratos de Cultivo aprobada por el parlamento catalán: "Si Cataluña se levanta, no se levantará sola". Además la circulación del periódico fue prohibida en los cuarteles, lo que fue contestado por un artículo publicado en el diario, que trajo consigo, de nuevo, el encarcelamiento de su director, condenado a dos meses y medio de prisión. El caso tuvo repercusión a nivel nacional. El líder socialista Indalecio Prieto le escribió en una carta: "Se atrae usted los rayos pirotécnicos de nuestros enemigos".
Para llegar a sus lectores, a pesar de la campaña de represalias emprendida por el gobierno para sacarlo de la circulación, el diario y su director Javier Bueno se valieron de todo tipo de artimañas, contando con la colaboración de los medios obreros, totalmente identificados con su diario:

A las recogidas policiales respondió creando redes de distribución espontáneas en las que se apoyaba en la complicidad entre el diario y sus lectores; a los intentos de censura respondió atacando a los censores, haciendo dobles ediciones, burlando los mecanismos represivos. A las multas, con suscripciones populares; a las detenciones de su director, Javier Bueno, respondió organizando visitas masivas a la cárcel, publicando denuncias del periodista sobre las condiciones de vida en la cárcel Modelo de Oviedo. A los asaltos de la guardia, respondió con tres ediciones denunciando los hechos... Cada resquicio de la legalidad fue utilizado, violentando hasta sus últimas posibilidades para burlarse de  gobernadores, censores, jueces y policías, tensando la ya tirante situación existente en la región

El 5 de octubre de 1934, tras el estallido de la Revolución, Javier Bueno y otros trabajadores de Avance fueron detenidos y torturados.